# Inés Visconti
Inés Visconti (en italiano, Agnese; Milán, 1363 - Mantua, 7 de febrero de 1391) era hija de Bernabé Visconti y su esposa Beatrice Regina della Scala. Fue princesa consorte de Mantua por su matrimonio con Francisco I Gonzaga.

## Familia
Inés nació en Milán, Italia, y fue la novena de diecisiete hijos.
La hermana de Inés, Tadea Visconti, se casó con el duque Esteban III de Baviera, y fue madre de Isabel de Baviera-Ingolstadt, esposa de Carlos VI de Francia. Inés y el resto de sus hermanas aseguraron matrimonios políticamente ventajosos.
Los abuelos maternos de Inés eran Mastino II della Scala y su esposa Tadea de Carrara. Sus abuelos paternos fueron Stefano Visconti y su esposa Valentina Doria.
El padre de Inés, Bernabé, era un déspota cruel y despiadado, y un enemigo implacable de la Iglesia. Se apoderó de la ciudad papal de Bolonia, rechazó al Papa y su autoridad, confiscó los bienes eclesiásticos, y prohibió a cualquiera de sus súbditos a tener ningún trato con la Curia. Fue excomulgado por hereje en 1363 por el Papa Urbano V, que predicó la cruzada contra él. Cuando Bernabé estaba en uno de sus frecuentes arrebatos, sólo la madre de sus hijos, Beatriz Regina, era capaz de acercarse a él.

## Matrimonio
El padre de Inés llevó una política de equilibrio entre las potencias vecinas de la familia Gonzaga. Su padre arregló su matrimonio con el condotiero Francisco I Gonzaga, príncipe de Mantua. Él era hijo de Luis II Gonzaga y Alda de Este. Inés trajo una dote de 50.000 escudos de oro y las ciudades de Parma, Cremona, Brescia y Bérgamo. Bernabé y Beatriz regalaron a su hija en su boda un Libro de las Historias del Mundo, de Giovanni Benedetto da Como.
La pareja tuvo una sola hija, Alda Gonzaga (? -30 de julio de 1405), que se casó en 1405 con Francisco III de Carrara, hijo del señor de Padua Francisco Novello de Carrara.
Cuando se produjo el golpe de Estado contra Bernabé por parte de Gian Galeazzo Visconti, quien capturó y encerró en el castillo de Trezzo a su tío y a sus hijos Luis y Rodolfo, Inés fue declarada hostil al primo usurpador.

## Muerte

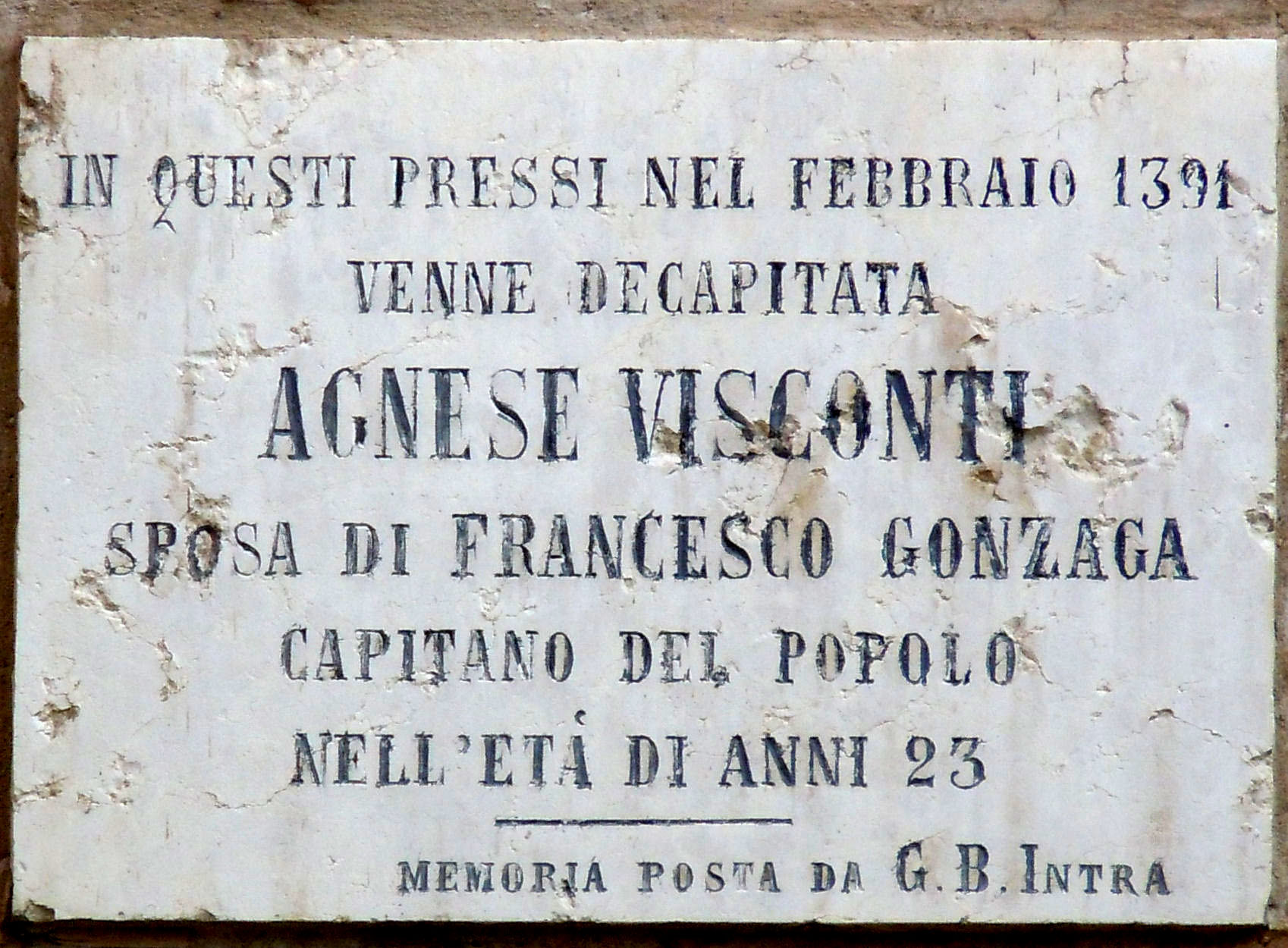
Lápida en su memoria.

Acusada de adulterio por su marido, fue condenada a muerte y decapitada el 7 de febrero de 1391, mientras que el amante probable, Antonio de Scandiano, fue ahorcado. Puede ser, sin embargo, que detrás de la acusación de infidelidad hubiera simples razones políticas. Francisco de hecho se casó sólo dos años más tarde con Margarita Malatesta, fortaleciendo la alianza con los señores de Rimini contra los Visconti.
Tanto ella como su amante fueron sepultados en la actual Piazza Pallone, el patio del Palacio Ducal, donde todavía se conserva una placa conmemorativa de su muerte.